# 德国驻汉口领事馆

1900年代的德国驻汉口领事馆

德国驻汉口领事馆是德国曾派驻中国汉口（今武汉）的领事级别外交代表机构，最初在1898年起设立，1917年撤出；1925年又重开馆，1941年再次关闭。领事馆原址位于一元路2号，自2006年起作为汉口近代建筑群的组成部分被收录为全国重点文物保护单位。

## 历史
1850年代，普鲁士开始向外扩张，实施掠夺海外殖民地计划。1861年9月2日，清政府被迫与普鲁士政府在天津签定《中德通商条约》。条约规定统一后的德国可在通商各口设立领事，德国军舰可驶入中国各口，德国享有领事裁判权和片面最惠国待遇。包括汉口在内的15个口岸“大布国暨德意志通商税务公会和约各国民人家眷等，皆准居住、来往、贸易、工作、平安无碍”。1888年，德国驻汉口领事馆设立。但由于初期在汉商务及常住汉口的德国人甚少，德国在汉的领事业务及侨民事宜皆由英国领事代管。至1895年10月3日，德国驻上海领事借口参与俄、法迫使日本归还辽东半岛有功，与清政府订约，胁迫中国海关允其在汉口设立租界，范围为从一元路到六合路，从长江岸边到中山大道，面积600亩。这是德国在中国的第一个租界。德租界开辟之后，德国领事馆馆舍于同年落成。
1917年3月第一次世界大战末期，中国作为参战的协约国成员之一，正式向德国、奥匈帝国等国宣战绝交，北洋政府收回汉口德租界，领事馆被迫关闭。在两国于1921年5月20日恢复邦交后，德国驻汉口领事馆才在1925年重新开馆，但1941年之后又随着国民政府对轴心国宣战而撤离。

## 建筑
汉口德国领事馆旧址地处一元路2号，由德国设计师韩贝（Hempel）所设计。该馆坐西朝东，为一幢2层砖木结构维多利亚风格建筑，建筑面积3202平方米。地下半层主入口设在正中，有门斗凸出，正面用条石砌筑台阶，两边坡道可驶入汽车。建筑周边设有外券廊，外廊柱式为多立克柱式，外墙采用黄色水泥拉毛，红色小平四面坡屋顶。屋顶四角各建有一个圆形穹顶尖塔。屋顶中部则设有塔楼，在二层楼面与塔楼层四侧之间设有半圆形玻璃采光天窗，可满足室内采光要求。塔楼外部本还有一座镏金鹰徽，但于1916年拆除。馆舍内部木工精细，天花石雕花饰、楼梯木雕具有典型德式建筑风格。园内还建有一座附楼，为二层砖木结构，除无塔楼外，基本与正楼相似。1944年12月，美军飞机对汉口实施轰炸，原德租界范围内几乎被夷为平地，唯此建筑得以幸存，是飞行员当时出现误差偏差或是美方有意部署已不可考。
德国领事馆旧址周边现为武汉市人民政府办公场所，其中领事馆馆舍供武汉市人民政府外事办公室使用。自2006年起，领事馆旧址作为汉口近代建筑群的组成部分，被中国国务院公布为第六批全国重点文物保护单位。